# Raymond Harrison
Raymond Alan "Ray" Harrison, född 4 augusti 1929 i Northolt, död 2000, var en brittisk fäktare.
Harrison blev olympisk silvermedaljör i värja vid sommarspelen 1960 i Rom.